# Aeroportul Chinchilla
Aeroportul Chinchilla (IATA: CCL, ICAO: YCCA) este un aeroport din Queensland, Australia ce deservește zona Chinchilla⁠(d). A fost deschis în 28 octombrie 1967 și numit după zona deservită.
Situat la o altitudine de 316 m, aeroportul dispune de o singură pistă. Este operat de Western Downs Region⁠(d).